# Петровское (Куликовский район)
Петровское (укр. Петрівське) — бывшее село в Куликовском районе Черниговской области Украины. Село было подчинено Ковчинскому сельсовету.

## История
Впервые упоминается в 1920-х годах как посёлок Петровского.
По состоянию на 1986 год население — 10 человек. Решением Черниговского областного совета от 17.08.1999 года село снято с учёта, в связи с переселением жителей.

## География
Было расположено юго-восточнее села Ковчин и озера Полевая Криница. Была одна улица. Западнее расположено кладбище.